# Flugabwehrraketentruppen (NVA)
Die Flugabwehrraketentruppen (Fla-Raketentruppen, auch FRT) waren eine Waffengattung der Luftstreitkräfte/Luftverteidigung der Nationalen Volksarmee der ehemaligen DDR.

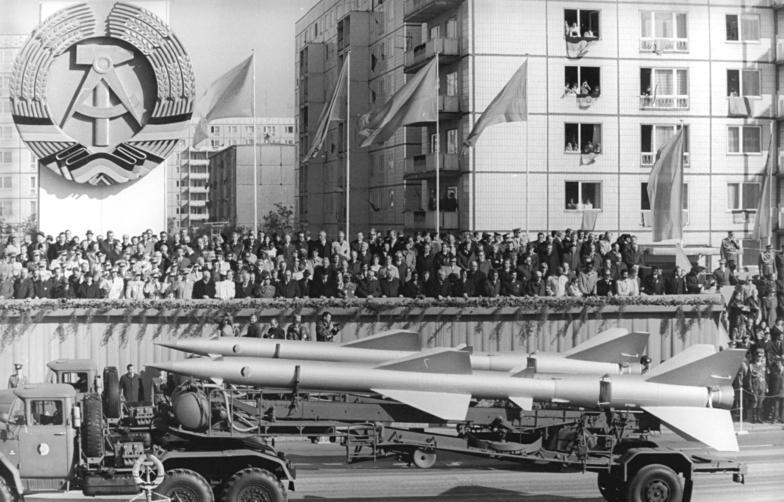
S-75 der Fla-Raketentruppen bei der Parade zum 30. Jahrestag der DDR-Gründung

## Geschichte
Die Ursprünge der Flugabwehrraketentruppen liegen in der am 24. November 1956 in Strausberg aufgestellten 1. Flak-Division. Dieser waren zunächst zwei Flak-Regimenter, ein Nachrichtenbataillon, ein Funktechnisches Bataillon, die Funkmeßschule und die Flak-Artillerieschule unterstellt. Das Personal wurde aus der ehemaligen Kasernierten Volkspolizei übernommen. Mit Einführung von Flugabwehrraketensystemen (ru: Зенитный ракетный комплекс (ЗРК) / Flugabwehrraketenkomplex) der Typen S-75 Dwina und Wolchow wurden von 1961 bis 1964 die fünf Fla-Raketenregimenter 13, 14, 16, 17 und 18 mit jeweils vier Fla-Raketenabteilungen und einer Technischen Abteilung aufgestellt und die bestehenden Flak-Regimenter aufgelöst.
Ab 1971 wurden die Fla-Raketentruppen darüber hinaus mit den Systemen S-125 Newa, ab 1981 mit S-200 Wega sowie verbesserten S-125 und gegen Ende der 1980er Jahre mit kampfwertgesteigerten S-200 und tragbaren Strela-2M 3 ausgerüstet.
Nach Auflösung der NVA stellte die Luftwaffe am 1. Oktober 1991 mit dem Waffensystem S-200 die zwei Flugabwehrraketengeschwader (FlaRakG) 51 in Sanitz und 52 in Ladeburg auf. Die Führung erfolgte durch das Kommando der 5. Luftwaffendivision der Barnim-Kaserne Strausberg. Das FlaRakG 51 wurde am 31. Dezember 1992, das FlaRakG 52 am 31. Dezember 1993 aufgelöst.

## Auftrag
Auftrag der Flugabwehrraketentruppen war der Schutz zugewiesener  Einsatzräume. Bei diesen handelte es sich in erster Linie um die „wichtigsten politisch-administrativen und industriellen Zentren“ und Truppengruppierungen. Sie hatten die Verantwortung für die Bekämpfung von Luftfahrzeugen in allen Höhenbereichen im Zusammenwirken mit den Funktechnischen Truppen und den Jagdfliegerkräften der LSK/LV, der Truppenluftabwehr der Landstreitkräfte, der Volksmarine und den sowjetischen Streitkräften.
Es befanden sich regelmäßig große Teile der Verbände in der integrierten Luftverteidigung des Warschauer Pakts, dem Diensthabenden System (DHS), in hoher Bereitschaft.
Die Führung der Flugabwehrraketentruppen erfolgte durch das Kommando LSK/LV. Die allgemeine Dienstaufsicht wurde über den Stellvertreter des Chefs LSK/LV für Ausbildung der Luftverteidigung (LV) verwirklicht.

## Ausbildung
Die Ausbildung der Offiziere der Flak-Artillerie als Vorläufer der Fla-Raketentruppen fand bis 1963 zunächst an der Flak-Artillerieschule Geltow statt, anschließend in der im Oktober 1962 in Pinnow gebildeten Funkmeß-Flakartillerieschule und zuletzt in der am 1. Dezember 1963 aufgestellten Offiziershochschule der Luftstreitkräfte/Luftverteidigung (OHS der LSK/LV) in Kamenz.
In der Zeit vom Februar 1959 bis Juni 1959 wurde in Ulan-Ude (UdSSR) der erste streng geheim gehaltene Ausbildungslehrgang für die zukünftigen leitenden und technischen höheren Offiziere der aufzustellenden Flugabwehrraketentruppen (FRT) am Fla-Raketenkomplex SA-75 „Dwina“ durchgeführt. Am Lehrgang nahm ebenfalls Personal der Tschechoslowakischen und Polnischen Volksarmee teil.
Die Ausbildung der Fähnriche und Unteroffiziere erfolgte ab 1973 an der Militärtechnischen Schule der Luftstreitkräfte/Luftverteidigung „Harry Kuhn“ in Bad Düben.
Neben den Routineausbildungsmaßnahmen und der Teilnahme an Manövern wurden regelmäßig Gefechtsschießen auf dem Schießplatz Archeluk (auch: Aschuluk) in Kasachstan durchgeführt.

## Ausrüstung
Ausgerüstet waren die Flugabwehrraketentruppen mit weitreichenden Flugabwehrraketensystemen.
Ende der 1980er Jahre wurde die größte Anzahl an Startrampen durch Systeme des Typs S-75 Dwina (NATO-Bezeichnung: SA-2) (48 Startrampen) und S-75 Wolchow (174 Startrampen) gestellt. Die LSK/LV verfügten des Weiteren über 40 Startrampen der S-125 Newa (SA-3) und 24 Startrampen des Typs S-200 Wega (SA-5).
Die NVA begann kurz vor der Wende mit der Einführung des Flugabwehrraketensystems S-300 (SA-10). Aufgrund strenger Geheimhaltung blieb dies dem Westen bis 1990 verborgen. Die vorhandenen zwölf Startrampen wurden noch vor der Wiedervereinigung an die Sowjetunion zurückgegeben.

## Organisation

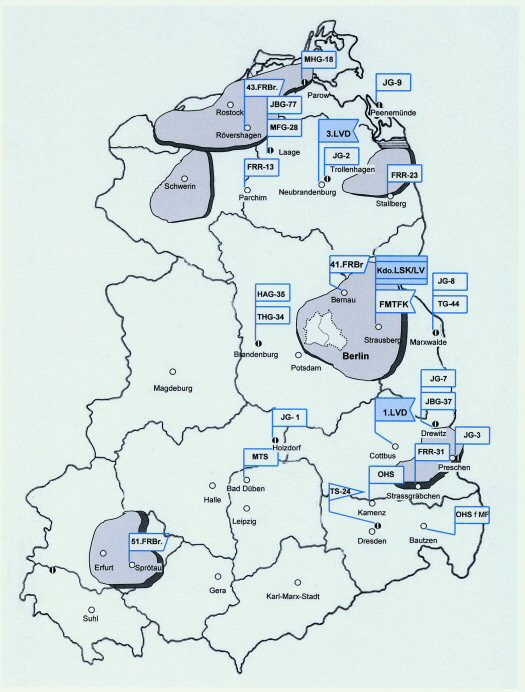
Räumliche Aufteilung der Verbände der Luftverteidigung

Die LSK/LV verfügte über drei gemischte Flugabwehrraketenbrigaden und drei typenreine Fla-Raketenregimenter. Unterstellt waren sie den beiden Luftverteidigungsdivisionen der LSK/LV. Im Mobilmachungsfall konnten weitere Verbände aktiviert werden.

### Fla-Raketenbrigaden (FRBr)
Die drei Fla-Raketenbrigaden waren untergliedert in Fla-Raketenabteilungen (FRA), eine Fla-Raketenabteilungsgruppe (FRAG), eine Technische und, mit Ausnahme der 51. FRBr, eine Funktechnische Abteilung.
Die 41. Fla-Raketenbrigade (41. FRBr) „Hermann Duncker“ in Ladeburg (Lage) war der 1. Luftverteidigungsdivision in Cottbus unterstellt. Sie ging im November 1984 aus dem 1963 aufgestellten Fla-Raketenregiment 16 hervor, das 1959 als Flak-Regiment 16 aufgestellt worden war. Die Standorte der Fla-Raketenabteilungen der Brigade befanden sich im Umkreis von Berlin. Ausgerüstet waren sie mit Waffensystemen S-75 Dwina und Wolchow, S-125 Newa und S-200 Wega. Gegliedert war die Brigade in die
- Fla-Raketenabteilungsgruppe 411 (FRAG-411), Badingen OT Osterne (Lage)
- Fla-Raketenabteilung 4121 (FRA-4121), Fürstenwalde (Lage)
- Fla-Raketenabteilung 4122 (FRA-4122), Prötzel (Lage)
- Fla-Raketenabteilung 4123 (FRA-4123), Wandlitz OT Klosterfelde (Lage)
- Fla-Raketenabteilung 4124 (FRA-4124), Kremmen OT Beetz (Lage)
- Fla-Raketenabteilung 4131 (FRA-4131), Schönermark (Lage)
- Fla-Raketenabteilung 4132 (FRA-4132), Fehrbellin (Lage)
- Fla-Raketenabteilung 4133 (FRA-4133), Zachow (Lage)
- Fla-Raketenabteilung 4134 (FRA-4134), Markgrafpieske (Lage)

Die Funktechnische Abteilung 4101 (FuTA-4101) und die Technische Abteilung 4120 (TA-4120) waren am Brigadestandort Ladeburg (Lage) stationiert.

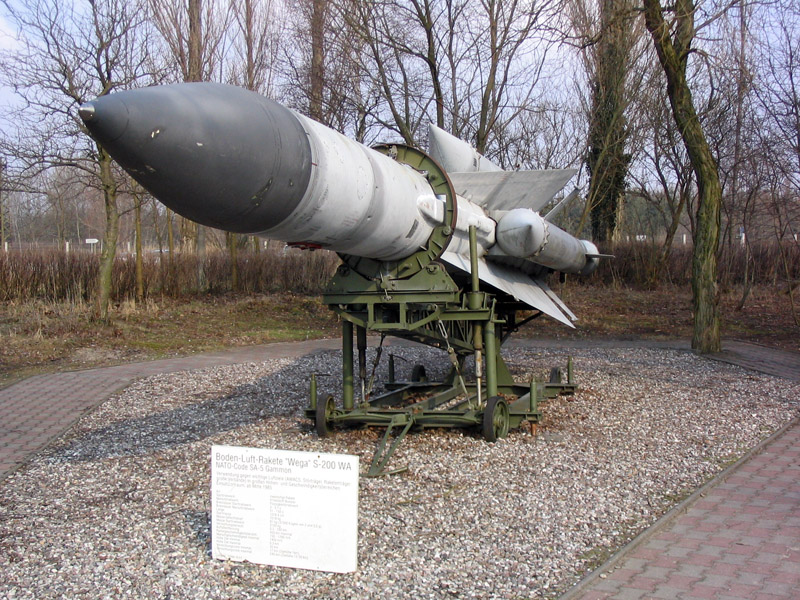
S-200 Wega, ausgestellt im Historisch-technischen Informationszentrum Peenemünde

Die 1. Luftverteidigungsdivision verfügte mit der Ende der 1980er Jahre neu aufgestellten 51. Fla-Raketenbrigade (51. FRBr) „Werner Lamberz“ in Sprötau (Lage) über eine zweite Fla-Raketenbrigade. Stationiert waren ihre Einheiten mit den Systemen S-75 und S-200 in:
- Fla-Raketenabteilungsgruppe 511 (FRAG-511), Eckolstädt (Lage)
- Fla-Raketenabteilung 5121 (FRA-5121), Dietersdorf (Lage)
- Fla-Raketenabteilung 5122 (FRA-5122), Blankenburg (Lage)
- Fla-Raketenabteilung 5123 (FRA-5123), Seebergen (Lage)
- Fla-Raketenabteilung 5124 (FRA-5124), Remda (Lage)
- Fla-Raketenabteilung 5125 (FRA-5125), Eckolstädt (Lage)
- Technische Abteilung 5120 (TA-5120), Sprötau (Lage)

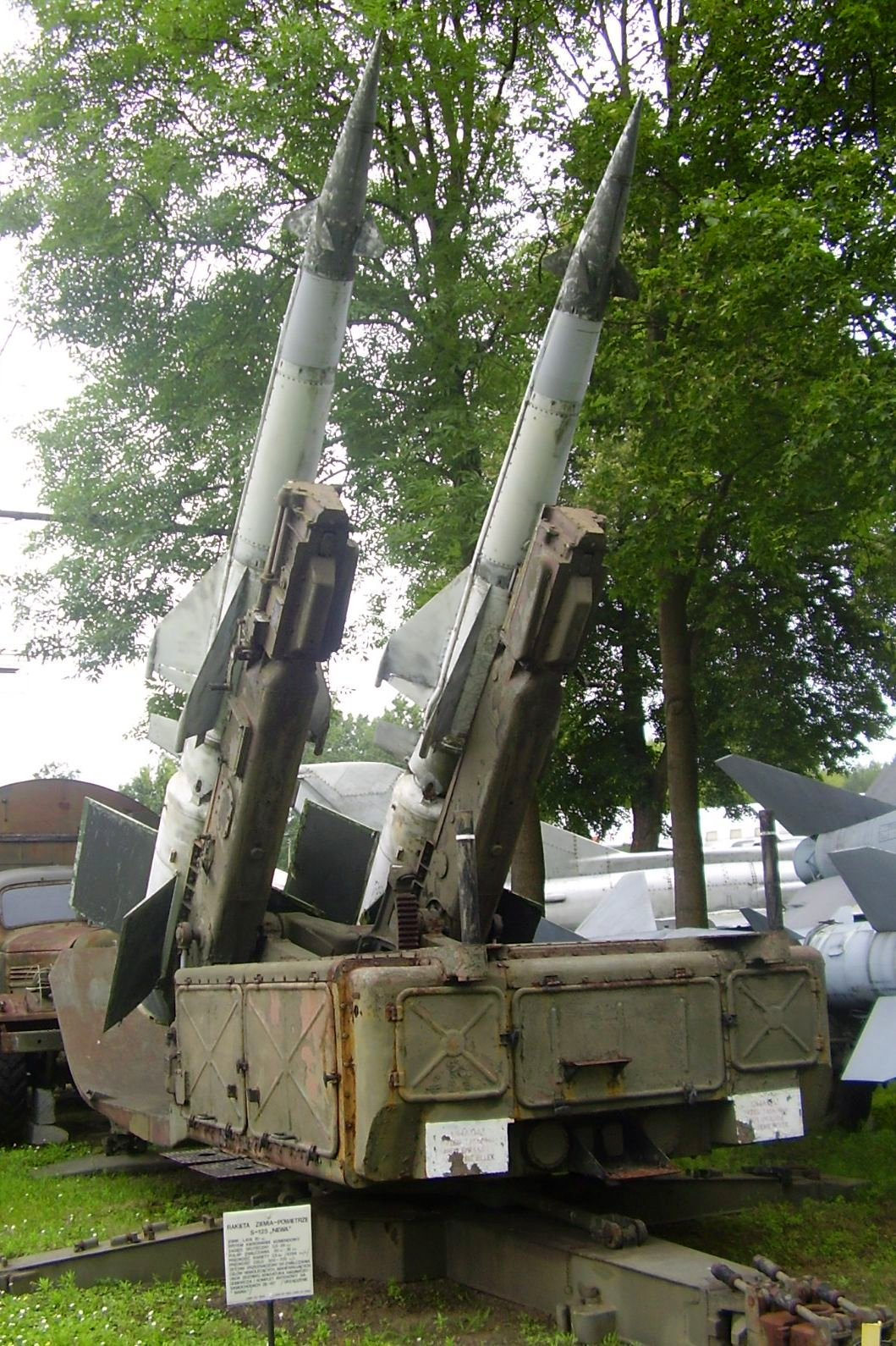
S-125 Newa

Die 43. Fla-Raketenbrigade (43. FRBr) „Erich Weinert“ der 3. Luftverteidigungsdivision war in Sanitz (Lage) stationiert. Der Verband ging im Dezember 1971 aus dem 1961 aufgestellten Fla-Raketenregiment 18 hervor. Ausgerüstet war die Brigade mit S-75, S-125, S-200 und S-300PMU.
Ihr Auftrag war der Schutz des Nordens der DDR und des Ostseeraums. Dazu waren ihre Einheiten nördlich von Berlin stationiert:
- Fla-Raketenabteilungsgruppe 431 (FRAG-431), Cammin OT Prangendorf (Lage)
- Fla-Raketenabteilung 4321 (FRA-4321), Abtshagen (Lage)
- Fla-Raketenabteilung 4322 (FRA-4322), Fuhlendorf (Lage)
- Fla-Raketenabteilung 4323 (FRA-4323), Hinrichshagen (Lage)
- Fla-Raketenabteilung 4324 (FRA-4324), Retschow (Lage)
- Fla-Raketenabteilung 4325 (FRA-4325), Neuenkirchen (Lage)
- Fla-Raketenabteilung 4331 (FRA-4331), Barhöft (Lage)
- Fla-Raketenabteilung 4332 (FRA-4332), Nienhagen (Lage)
- Fla-Raketenabteilung 4333 (FRA-4333), Kägsdorf (Lage)
- Fla-Raketenabteilung 4334 (FRA-4334), Kirchdorf (Lage)
- Fla-Raketenabteilung 4335 (FRA-4335), Dranske (Lage)
- Fla-Raketenabteilung 4351 (FRA-4351), Retschow (Lage)

Die Funktechnische Abteilung 4301 (FuTA-4301) war in Rövershagen (Lage) und die Technische Abteilung 4320 (TA-4320) beim Brigadestab stationiert.

### Fla-Raketenregimenter (FRR)

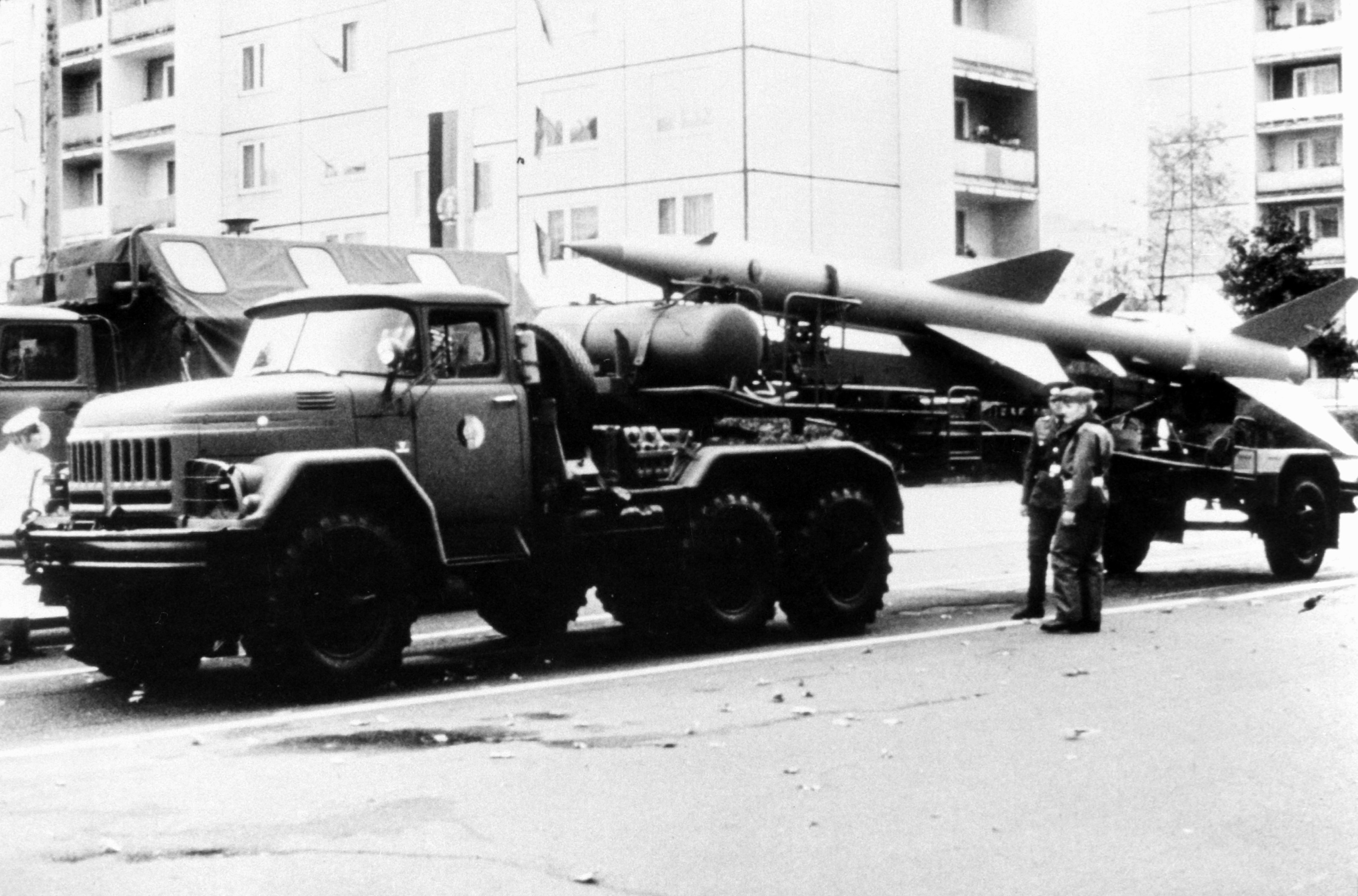
S-75 (SA-2)

Die drei Fla-Raketenregimenter waren einheitlich mit dem Waffensystem S-75 ausgerüstet.
Das in Straßgräbchen (Lage) stationierte Fla-Raketenregiment 31 (FRR-31) „Jaroslaw Dombrowski“ war der 1. LVD unterstellt. Der Verband existierte seit 1956 in der NVA, zunächst als Flak-Regiment 14, ab 1963 als Fla-Raketenregiment 14, ab 1971 als Fla-Raketenregiment 11 bevor es ab 1981 seinen endgültigen Namen erhielt.
Stationiert waren die Fla-Raketenabteilungen südlich von Berlin und gliederten sich in die
- Fla-Raketenabteilung 311 (FRA-311) in Groß Döbbern (Lage)
- Fla-Raketenabteilung 312 (FRA-312) in Großräschen (Lage)
- Fla-Raketenabteilung 313 (FRA-313) in Kroppen (Lage)
- Fla-Raketenabteilung 314 (FRA-314) in Großröhrsdorf (Lage)

Die Technische Abteilung 310 (TA-310) lag beim Regiment in Straßgräbchen (Lage).
Im Fall der Mobilmachung wären dem FRR-31 zwei Fla-Raketenkomplexe vom Typ S-75 der Offizierhochschule in Kamenz unterstellt worden.
Die 3. Luftverteidigungsdivision verfügte über die zwei Fla-Raketenregimenter 13 und 23.
Das Fla-Raketenregiment 13 (FRR-13) „Etkar André“, hervorgegangen aus dem Flak-Regiment 15, war in Parchim (Lage) stationiert. Standorte der Einheiten waren:
- Fla-Raketenabteilung 131 (FRA-131), Warin (Lage)
- Fla-Raketenabteilung 132 (FRA-132), Tramm (Lage)
- Fla-Raketenabteilung 133 (FRA-133), Ziegendorf (Lage)
- Fla-Raketenabteilung 134 (FRA-134), Steffenshagen (Lage)
- Technische Abteilung 130 (TA-130), Parchim (Lage)

Das Fla-Raketenregiment 23 (FRR-23) „Rudolf Breitscheid“ war in Stallberg (Lage) stationiert. Der Verband ging im Dezember 1981 aus dem 1960 aufgestellten Flak-Regiment 17 (FR-17) hervor sowie dem Flak-Regiment 5 (FR-5), das 1958 von Ueckermünde nach Stallberg verlegt wurde. Standorte seiner Einheiten waren:
- Fla-Raketenabteilung 231 (FRA-231): Altwarp (Lage)
- Fla-Raketenabteilung 232 (FRA-232): Eichhof (Lage)
- Fla-Raketenabteilung 233 (FRA-233): Burg Stargard (Lage)
- Fla-Raketenabteilung 234 (FRA-234): Weggun (Lage)
- Technische Abteilung 230 (TA-230): Stallberg (Lage)